# Małoje Gołoustnoje
Małoje Gołoustnoje (ros. Малое Голоустное) – wieś (sieło) w Rosji, w obwodzie irkuckim, w rejonie irkuckim. W 2010 liczyła 1262 mieszkańców.